# Liste der Nummer-eins-Hits in Südkorea (2023)
Dies ist eine Liste der Nummer-eins-Hits in Südkorea im Jahr 2023, basierend auf den offiziellen Circle Charts (wöchentliche Top 200 Digital Chart bzw. Top 100 Album Chart).

## Singles
| ← 2022 ← | Liste der Nummer-eins-Hits in Südkorea | Liste der Nummer-eins-Hits in Südkorea | Liste der Nummer-eins-Hits in Südkorea | 2024 →                    |
| \| Zeitraum \| Wo. ges. \| Interpret \| Titel Autor(en) \| Zusätzliche Informationen \| \| (Zeitraum, Wochen auf Platz eins, Interpret, Titel, Autor[en], zusätzliche Informationen) \| \| \| \| \| \| ----------------------------------------------------------------------------------------- \| -------- \| ---------------------- \| ---------------------------------------------------------------------------------------------------------------------------------------------------------------------------------------------------------------------------------------------------------- \| ------------------------- \| \| 18. Dezember 2022 – 28. Januar 2023 6 Wochen (insgesamt 13) \| 13 \| NewJeans \| Ditto Ho Hyung-lee, Cho Hyu-il, Kim Min-ji, Woo Hyo-eun, Ylva Anna Birgitta Dimberg \| – \| \| 29. Januar 2023 – 4. Februar 2023 1 Woche \| 1 \| NCT 127 \| Ay-yo Adrian Mckinnon, Henry Howard Cobbs, Dwayne Allen Abernathy Jr., Kim Yeon-jung, André Murilo da Silva, José Henrique Castanho de Godoy Pinheiro \| – \| \| 5. Februar 2023 – 25. März 2023 7 Wochen (insgesamt 13) \| 13 \| NewJeans \| Ditto Ho Hyung-lee, Cho Hyu-il, Kim Min-ji, Woo Hyo-eun, Ylva Anna Birgitta Dimberg \| – \| \| 26. März 2023 – 15. April 2023 3 Wochen \| 3 \| Ive 아이브 \| Kitsch Audun Agnar Guldbrandsen, Han Hee-soo, Pateko, Jeon Se-won, Tea Janee Carpenter, Kyle Joseph Faulkner, Emily-Madelen Aarsheim Harbakk, Mona-Lise Reppe, Hwang Hyun, Lee Seu-ran \| – \| \| 16. April 2023 – 27. Mai 2023 6 Wochen \| 6 \| Ive 아이브 \| I Am Audun Agnar Guldbrandsen, Eline Noelia Myreng, Kim Lee-na, Jeon Se-won, Kristin Marie Skolem \| – \| \| 28. Mai 2023 – 3. Juni 2023 1 Woche (insgesamt 5) \| 5 \| (G)Idle (여자)아이들 \| Queencard 퀸카 Park Ji-yong, Cho Il-sang, Yoon La-kyung, Jeon So-yeon \| – \| \| 4. Juni 2023 – 10. Juni 2023 1 Woche \| 1 \| Lim Young-woong 임영웅 \| Grain of Sand 모래 알갱이 Lim Young-woong, Kim Soo-hyung, Hwang Seon-ho \| – \| \| 11. Juni 2023 – 8. Juli 2023 4 Wochen (insgesamt 5) \| 5 \| (G)Idle (여자)아이들 \| Queencard 퀸카 Park Ji-yong, Cho Il-sang, Yoon La-kyung, Jeon So-yeon \| – \| \| 9. Juli 2023 – 2. September 2023 8 Wochen \| 8 \| NewJeans \| Super Shy Kristine Bogan, Kim Dong-hyun, Erika de Casier e Ramos Lizardo, Frank Scoca, Danielle Marsh, Kim Hyun-ji \| – \| \| 3. September 2023 – 7. Oktober 2023 5 Wochen (insgesamt 6) \| 6 \| Akmu 악뮤 \| Love Lee Choi Rae-seong, Yoon Si-hwang, Lee Chan-hyuk \| – \| \| 8. Oktober 2023 – 14. Oktober 2023 1 Woche \| 1 \| Lim Young-woong 임영웅 \| Do or Die Avenue 52, Jimmy Burney, Chari, Lim Young-woong \| – \| \| 15. Oktober 2023 – 21. Oktober 2023 1 Woche (insgesamt 6) \| 6 \| Akmu 악뮤 \| Love Lee Choi Rae-song, Yoon Si-hwang, Lee Chan-hyuk \| – \| \| 22. Oktober 2023 – 28. Oktober 2023 1 Woche \| 1 \| Seventeen 세븐틴 \| God of Music 음악의 신 Lee Ji-hoon, Kye Bum-joo, Park Ki-tae, Kim Min-gyu, Choi Seung-choel, Chwe Han-sol \| – \| \| 29. Oktober 2023 – 18. November 2023 3 Wochen \| 3 \| Ive 아이브 \| Baddie Christopher Paul Smith, Lauren Amber Aquilina, Finlay Dow Smith, Jeon Se-won \| – \| \| 19. November 2023 – 16. Dezember 2023 4 Wochen (insgesamt 6) \| 6 \| Le Sserafim 르세라핌 \| Perfect Night Isabelle Zikai Gbotto Carlsson, Ninos Hanna, Niklas Per Jarelius Persson, Huh Yun-jin, Jorge Luis Perez Jr., Marcus A. Andersson, Lauren Amber Aquilina, Renée Amanda Ibanez, Bang Si-hyuk, Lauren Elizabeth Baker, Kim Byung-seok, Lee Kwan \| – \| \| 17. Dezember 2023 – 23. Dezember 2023 1 Woche \| 1 \| Exo \| The First Snow 첫 눈 Kim Jeong-bae, Kim Yeon-jung \| – \| \| 24. Dezember 2023 – 30. Dezember 2023 1 Woche \| 1 \| NCT 127 \| Be There for Me Musik: Paul Thompson, Kevin White, Andrew Bazzi, Kaelyn Behr, Michael Anthony Woods, Landon Sears, Rudy Gervais Sandapa, Jackson Lee Morgan, Kwame Ametepee Tsikata; Text: Kim Yeon-jung \| – \| \| 31. Dezember 2023 – 6. Januar 2024 1 Woche (insgesamt 6) \| 6 \| Le Sserafim 르세라핌 \| Perfect Night Isabelle Zikai Gbotto Carlsson, Ninos Hanna, Niklas Per Jarelius Persson, Huh Yun-jin, Jorge Luis Perez Jr., Marcus A. Andersson, Lauren Amber Aquilina, Renée Amanda Ibanez, Bang Si-hyuk, Lauren Elizabeth Baker, Kim Byung-seok, Lee Kwan \| – \| |                                        |                                        | |                           |
| ← 2022 |                                        |                                        | | → 2024 →                  |
| Zeitraum | Wo. ges.                               | Interpret                              | Titel Autor(en) | Zusätzliche Informationen |
| (Zeitraum, Wochen auf Platz eins, Interpret, Titel, Autor[en], zusätzliche Informationen) |                                        |                                        | |                           |
| 18. Dezember 2022 – 28. Januar 2023 6 Wochen (insgesamt 13) | 13                                     | NewJeans                               | Ditto Ho Hyung-lee, Cho Hyu-il, Kim Min-ji, Woo Hyo-eun, Ylva Anna Birgitta Dimberg | –                         |
| 29. Januar 2023 – 4. Februar 2023 1 Woche | 1                                      | NCT 127                                | Ay-yo Adrian Mckinnon, Henry Howard Cobbs, Dwayne Allen Abernathy Jr., Kim Yeon-jung, André Murilo da Silva, José Henrique Castanho de Godoy Pinheiro | –                         |
| 5. Februar 2023 – 25. März 2023 7 Wochen (insgesamt 13) | 13                                     | NewJeans                               | Ditto Ho Hyung-lee, Cho Hyu-il, Kim Min-ji, Woo Hyo-eun, Ylva Anna Birgitta Dimberg | –                         |
| 26. März 2023 – 15. April 2023 3 Wochen | 3                                      | Ive 아이브                             | Kitsch Audun Agnar Guldbrandsen, Han Hee-soo, Pateko, Jeon Se-won, Tea Janee Carpenter, Kyle Joseph Faulkner, Emily-Madelen Aarsheim Harbakk, Mona-Lise Reppe, Hwang Hyun, Lee Seu-ran                                                                     | –                         |
| 16. April 2023 – 27. Mai 2023 6 Wochen | 6                                      | Ive 아이브                             | I Am Audun Agnar Guldbrandsen, Eline Noelia Myreng, Kim Lee-na, Jeon Se-won, Kristin Marie Skolem | –                         |
| 28. Mai 2023 – 3. Juni 2023 1 Woche (insgesamt 5) | 5                                      | (G)Idle (여자)아이들                   | Queencard 퀸카 Park Ji-yong, Cho Il-sang, Yoon La-kyung, Jeon So-yeon | –                         |
| 4. Juni 2023 – 10. Juni 2023 1 Woche | 1                                      | Lim Young-woong 임영웅                 | Grain of Sand 모래 알갱이 Lim Young-woong, Kim Soo-hyung, Hwang Seon-ho | –                         |
| 11. Juni 2023 – 8. Juli 2023 4 Wochen (insgesamt 5) | 5                                      | (G)Idle (여자)아이들                   | Queencard 퀸카 Park Ji-yong, Cho Il-sang, Yoon La-kyung, Jeon So-yeon | –                         |
| 9. Juli 2023 – 2. September 2023 8 Wochen | 8                                      | NewJeans                               | Super Shy Kristine Bogan, Kim Dong-hyun, Erika de Casier e Ramos Lizardo, Frank Scoca, Danielle Marsh, Kim Hyun-ji | –                         |
| 3. September 2023 – 7. Oktober 2023 5 Wochen (insgesamt 6) | 6                                      | Akmu 악뮤                              | Love Lee Choi Rae-seong, Yoon Si-hwang, Lee Chan-hyuk | –                         |
| 8. Oktober 2023 – 14. Oktober 2023 1 Woche | 1                                      | Lim Young-woong 임영웅                 | Do or Die Avenue 52, Jimmy Burney, Chari, Lim Young-woong | –                         |
| 15. Oktober 2023 – 21. Oktober 2023 1 Woche (insgesamt 6) | 6                                      | Akmu 악뮤                              | Love Lee Choi Rae-song, Yoon Si-hwang, Lee Chan-hyuk | –                         |
| 22. Oktober 2023 – 28. Oktober 2023 1 Woche | 1                                      | Seventeen 세븐틴                       | God of Music 음악의 신 Lee Ji-hoon, Kye Bum-joo, Park Ki-tae, Kim Min-gyu, Choi Seung-choel, Chwe Han-sol | –                         |
| 29. Oktober 2023 – 18. November 2023 3 Wochen | 3                                      | Ive 아이브                             | Baddie Christopher Paul Smith, Lauren Amber Aquilina, Finlay Dow Smith, Jeon Se-won | –                         |
| 19. November 2023 – 16. Dezember 2023 4 Wochen (insgesamt 6) | 6                                      | Le Sserafim 르세라핌                   | Perfect Night Isabelle Zikai Gbotto Carlsson, Ninos Hanna, Niklas Per Jarelius Persson, Huh Yun-jin, Jorge Luis Perez Jr., Marcus A. Andersson, Lauren Amber Aquilina, Renée Amanda Ibanez, Bang Si-hyuk, Lauren Elizabeth Baker, Kim Byung-seok, Lee Kwan | –                         |
| 17. Dezember 2023 – 23. Dezember 2023 1 Woche | 1                                      | Exo                                    | The First Snow 첫 눈 Kim Jeong-bae, Kim Yeon-jung | –                         |
| 24. Dezember 2023 – 30. Dezember 2023 1 Woche | 1                                      | NCT 127                                | Be There for Me Musik: Paul Thompson, Kevin White, Andrew Bazzi, Kaelyn Behr, Michael Anthony Woods, Landon Sears, Rudy Gervais Sandapa, Jackson Lee Morgan, Kwame Ametepee Tsikata; Text: Kim Yeon-jung                                                   | –                         |
| 31. Dezember 2023 – 6. Januar 2024 1 Woche (insgesamt 6) | 6                                      | Le Sserafim 르세라핌                   | Perfect Night Isabelle Zikai Gbotto Carlsson, Ninos Hanna, Niklas Per Jarelius Persson, Huh Yun-jin, Jorge Luis Perez Jr., Marcus A. Andersson, Lauren Amber Aquilina, Renée Amanda Ibanez, Bang Si-hyuk, Lauren Elizabeth Baker, Kim Byung-seok, Lee Kwan | –                         |

## Alben
| ← 2022 ← | Liste der Nummer-eins-Hits in Südkorea | Liste der Nummer-eins-Hits in Südkorea | Liste der Nummer-eins-Hits in Südkorea             | 2024 →                    |
| \| Zeitraum \| Wo. ges. \| Interpret \| Titel \| Zusätzliche Informationen \| \| (Zeitraum, Wochen auf Platz eins, Interpret, Titel, zusätzliche Informationen) \| \| \| \| \| \| ------------------------------------------------------------------------------ \| -------- \| -------------------------------------- \| -------------------------------------------------- \| ------------------------- \| \| 1. Januar 2023 – 7. Januar 2023 1 Woche (insgesamt 2) \| 2 \| NewJeans \| OMG \| – \| \| 8. Januar 2023 – 14. Januar 2023 1 Woche \| 1 \| Monsta X 몬스타엑스 \| Reason \| – \| \| 15. Januar 2023 – 21. Januar 2023 1 Woche (insgesamt 2) \| 2 \| NewJeans \| OMG \| – \| \| 22. Januar 2023 – 28. Januar 2023 1 Woche \| 1 \| Tomorrow X Together 투모로우바이투게더 \| The Name Chapter: Temptation 이름의 장: Temptation \| – \| \| 29. Januar 2023 – 4. Februar 2023 1 Woche \| 1 \| NCT 127 \| Ay-yo \| – \| \| 5. Februar 2023 – 11. Februar 2023 1 Woche \| 1 \| BSS 부석순 \| Second Wind – 1st Single Album \| – \| \| 12. Februar 2023 – 18. Februar 2023 1 Woche (insgesamt 2) \| 2 \| STAYC 스테이씨 \| Teddy Bear \| – \| \| 19. Februar 2023 – 25. Februar 2023 1 Woche \| 1 \| Lee Chan-won 이찬원 \| One \| – \| \| 26. Februar 2023 – 4. März 2023 1 Woche (insgesamt 2) \| 2 \| STAYC 스테이씨 \| Teddy Bear \| – \| \| 5. März 2023 – 11. März 2023 1 Woche \| 1 \| Twice \| Ready to Be \| – \| \| 12. März 2023 – 18. März 2023 1 Woche \| 1 \| Kai 카이 \| Rover – The 3rd Mini Album \| – \| \| 19. März 2023 – 25. März 2023 1 Woche \| 1 \| Jimin 지민 \| Face \| – \| \| 26. März 2023 – 8. April 2023 2 Wochen \| 2 \| Jisoo 지수 \| Me \| – \| \| 9. April 2023 – 15. April 2023 1 Woche \| 1 \| Ive 아이브 \| I’ve Ive \| – \| \| 16. April 2023 – 22. April 2023 1 Woche \| 1 \| Agust D \| D-Day \| – \| \| 23. April 2023 – 29. April 2023 1 Woche (insgesamt 2) \| 2 \| Seventeen 세븐틴 \| FML – 10th Mini Album \| – \| \| 30. April 2023 – 6. Mai 2023 1 Woche \| 1 \| Le Sserafim 르세라핌 \| Unforgiven \| – \| \| 7. Mai 2023 – 13. Mai 2023 1 Woche \| 1 \| Aespa \| My World – The 3rd Mini Album \| – \| \| 14. Mai 2023 – 20. Mai 2023 1 Woche (insgesamt 2) \| 2 \| (G)Idle (여자)아이들 \| I Feel 퀸카 \| – \| \| 21. Mai 2023 – 27. Mai 2023 1 Woche \| 1 \| Enhypen \| Dark Blood \| – \| \| 28. Mai 2023 – 10. Juni 2023 2 Wochen \| 2 \| Stray Kids 스트레이 키즈 \| ★★★★★ (5-Star) \| – \| \| 11. Juni 2023 – 24. Juni 2023 2 Wochen \| 2 \| Ateez 에이티즈 \| The World EP 2: Outlaw \| – \| \| 25. Juni 2023 – 1. Juli 2023 1 Woche (insgesamt 2) \| 2 \| Seventeen 세븐틴 \| FML – 10th Mini Album \| – \| \| 2. Juli 2023 – 8. Juli 2023 1 Woche (insgesamt 2) \| 2 \| (G)Idle (여자)아이들 \| I Feel \| – \| \| 9. Juli 2023 – 15. Juli 2023 1 Woche \| 1 \| Exo \| Exist – The 7th Album \| – \| \| 16. Juli 2023 – 22. Juli 2023 1 Woche \| 1 \| NCT Dream \| ISTJ – The 3rd Album \| – \| \| 23. Juli 2023 – 29. Juli 2023 1 Woche \| 1 \| Treasure 트레저 \| Reboot – 2nd Full Album \| – \| \| 30. Juli 2023 – 5. August 2023 1 Woche \| 1 \| Itzy 있지 \| Kill My Doubt \| – \| \| 6. August 2023 – 12. August 2023 1 Woche \| 1 \| Zerobaseone 제로베이스원 \| Youth in the Shade \| – \| \| 13. August 2023 – 19. August 2023 1 Woche \| 1 \| Jihyo 지효 \| Zone \| – \| \| 20. August 2023 – 26. August 2023 1 Woche \| 1 \| Blackpink \| Blackpink: The Game (Soundtrack) 블랙핑크 더 게임 \| – \| \| 27. August 2023 – 2. September 2023 1 Woche \| 1 \| NCT \| Golden Age – The 4th Album \| – \| \| 3. September 2023 – 9. September 2023 1 Woche \| 1 \| V \| Layover \| – \| \| 10. September 2023 – 16. September 2023 1 Woche \| 1 \| Cravity \| Sun Seeker \| – \| \| 17. September 2023 – 23. September 2023 1 Woche \| 1 \| Evnne 이븐 \| Target: Me \| – \| \| 24. September 2023 – 30. September 2023 1 Woche \| 1 \| Riize \| Get a Guitar \| – \| \| 1. Oktober 2023 – 7. Oktober 2023 1 Woche \| 1 \| NCT 127 \| Fact Check – The 5th Album \| – \| \| 8. Oktober 2023 – 14. Oktober 2023 1 Woche \| 1 \| Tomorrow X Together 투모로우바이투게더 \| The Name Chapter: Freefall 이름의 장: Freefall \| – \| \| 15. Oktober 2023 – 21. Oktober 2023 1 Woche \| 1 \| Ive 아이브 \| I’ve Mine \| – \| \| 22. Oktober 2023 – 28. Oktober 2023 1 Woche \| 1 \| Seventeen 세븐틴 \| Seventeenth Heaven – 11th Mini Album \| – \| \| 29. Oktober 2023 – 4. November 2023 1 Woche \| 1 \| Jung Kook 정국 \| Golden \| – \| \| 5. November 2023 – 11. November 2023 1 Woche \| 1 \| Stray Kids 스트레이 키즈 \| Rock-Star 樂-Star \| – \| \| 12. November 2023 – 18. November 2023 1 Woche \| 1 \| Enhypen \| Orange Blood \| – \| \| 19. November 2023 – 25. November 2023 1 Woche \| 1 \| The Boyz 더보이즈 \| Phantasy Pt. 2: Sixth Sense \| – \| \| 26. November 2023 – 2. Dezember 2023 1 Woche (insgesamt 2) \| 2 \| Ateez 에이티즈 \| The World EP.Fin: Will \| – \| \| 3. Dezember 2023 – 9. Dezember 2023 1 Woche \| 1 \| Jimin 지민 \| Face \| – \| \| 10. Dezember 2023 – 16. Dezember 2023 1 Woche (insgesamt 2) \| 2 \| Ateez 에이티즈 \| The World EP.Fin: Will \| – \| \| 17. Dezember 2023 – 23. Dezember 2023 1 Woche \| 1 \| Red Velvet 레드벨벳 \| Chill Kill – The 3rd Album \| – \| \| 24. Dezember 2023 – 6. Januar 2024 2 Wochen \| 2 \| NCT 127 \| Be There for Me \| – \| |                                        |                                        |                                                    |                           |
| ← 2022 |                                        |                                        |                                                    | → 2024 →                  |
| Zeitraum | Wo. ges.                               | Interpret                              | Titel                                              | Zusätzliche Informationen |
| (Zeitraum, Wochen auf Platz eins, Interpret, Titel, zusätzliche Informationen) |                                        |                                        |                                                    |                           |
| 1. Januar 2023 – 7. Januar 2023 1 Woche (insgesamt 2) | 2                                      | NewJeans                               | OMG                                                | –                         |
| 8. Januar 2023 – 14. Januar 2023 1 Woche | 1                                      | Monsta X 몬스타엑스                    | Reason                                             | –                         |
| 15. Januar 2023 – 21. Januar 2023 1 Woche (insgesamt 2) | 2                                      | NewJeans                               | OMG                                                | –                         |
| 22. Januar 2023 – 28. Januar 2023 1 Woche | 1                                      | Tomorrow X Together 투모로우바이투게더 | The Name Chapter: Temptation 이름의 장: Temptation | –                         |
| 29. Januar 2023 – 4. Februar 2023 1 Woche | 1                                      | NCT 127                                | Ay-yo                                              | –                         |
| 5. Februar 2023 – 11. Februar 2023 1 Woche | 1                                      | BSS 부석순                             | Second Wind – 1st Single Album                     | –                         |
| 12. Februar 2023 – 18. Februar 2023 1 Woche (insgesamt 2) | 2                                      | STAYC 스테이씨                         | Teddy Bear                                         | –                         |
| 19. Februar 2023 – 25. Februar 2023 1 Woche | 1                                      | Lee Chan-won 이찬원                    | One                                                | –                         |
| 26. Februar 2023 – 4. März 2023 1 Woche (insgesamt 2) | 2                                      | STAYC 스테이씨                         | Teddy Bear                                         | –                         |
| 5. März 2023 – 11. März 2023 1 Woche | 1                                      | Twice                                  | Ready to Be                                        | –                         |
| 12. März 2023 – 18. März 2023 1 Woche | 1                                      | Kai 카이                               | Rover – The 3rd Mini Album                         | –                         |
| 19. März 2023 – 25. März 2023 1 Woche | 1                                      | Jimin 지민                             | Face                                               | –                         |
| 26. März 2023 – 8. April 2023 2 Wochen | 2                                      | Jisoo 지수                             | Me                                                 | –                         |
| 9. April 2023 – 15. April 2023 1 Woche | 1                                      | Ive 아이브                             | I’ve Ive                                           | –                         |
| 16. April 2023 – 22. April 2023 1 Woche | 1                                      | Agust D                                | D-Day                                              | –                         |
| 23. April 2023 – 29. April 2023 1 Woche (insgesamt 2) | 2                                      | Seventeen 세븐틴                       | FML – 10th Mini Album                              | –                         |
| 30. April 2023 – 6. Mai 2023 1 Woche | 1                                      | Le Sserafim 르세라핌                   | Unforgiven                                         | –                         |
| 7. Mai 2023 – 13. Mai 2023 1 Woche | 1                                      | Aespa                                  | My World – The 3rd Mini Album                      | –                         |
| 14. Mai 2023 – 20. Mai 2023 1 Woche (insgesamt 2) | 2                                      | (G)Idle (여자)아이들                   | I Feel 퀸카                                        | –                         |
| 21. Mai 2023 – 27. Mai 2023 1 Woche | 1                                      | Enhypen                                | Dark Blood                                         | –                         |
| 28. Mai 2023 – 10. Juni 2023 2 Wochen | 2                                      | Stray Kids 스트레이 키즈               | ★★★★★ (5-Star)                                     | –                         |
| 11. Juni 2023 – 24. Juni 2023 2 Wochen | 2                                      | Ateez 에이티즈                         | The World EP 2: Outlaw                             | –                         |
| 25. Juni 2023 – 1. Juli 2023 1 Woche (insgesamt 2) | 2                                      | Seventeen 세븐틴                       | FML – 10th Mini Album                              | –                         |
| 2. Juli 2023 – 8. Juli 2023 1 Woche (insgesamt 2) | 2                                      | (G)Idle (여자)아이들                   | I Feel                                             | –                         |
| 9. Juli 2023 – 15. Juli 2023 1 Woche | 1                                      | Exo                                    | Exist – The 7th Album                              | –                         |
| 16. Juli 2023 – 22. Juli 2023 1 Woche | 1                                      | NCT Dream                              | ISTJ – The 3rd Album                               | –                         |
| 23. Juli 2023 – 29. Juli 2023 1 Woche | 1                                      | Treasure 트레저                        | Reboot – 2nd Full Album                            | –                         |
| 30. Juli 2023 – 5. August 2023 1 Woche | 1                                      | Itzy 있지                              | Kill My Doubt                                      | –                         |
| 6. August 2023 – 12. August 2023 1 Woche | 1                                      | Zerobaseone 제로베이스원               | Youth in the Shade                                 | –                         |
| 13. August 2023 – 19. August 2023 1 Woche | 1                                      | Jihyo 지효                             | Zone                                               | –                         |
| 20. August 2023 – 26. August 2023 1 Woche | 1                                      | Blackpink                              | Blackpink: The Game (Soundtrack) 블랙핑크 더 게임  | –                         |
| 27. August 2023 – 2. September 2023 1 Woche | 1                                      | NCT                                    | Golden Age – The 4th Album                         | –                         |
| 3. September 2023 – 9. September 2023 1 Woche | 1                                      | V                                      | Layover                                            | –                         |
| 10. September 2023 – 16. September 2023 1 Woche | 1                                      | Cravity                                | Sun Seeker                                         | –                         |
| 17. September 2023 – 23. September 2023 1 Woche | 1                                      | Evnne 이븐                             | Target: Me                                         | –                         |
| 24. September 2023 – 30. September 2023 1 Woche | 1                                      | Riize                                  | Get a Guitar                                       | –                         |
| 1. Oktober 2023 – 7. Oktober 2023 1 Woche | 1                                      | NCT 127                                | Fact Check – The 5th Album                         | –                         |
| 8. Oktober 2023 – 14. Oktober 2023 1 Woche | 1                                      | Tomorrow X Together 투모로우바이투게더 | The Name Chapter: Freefall 이름의 장: Freefall     | –                         |
| 15. Oktober 2023 – 21. Oktober 2023 1 Woche | 1                                      | Ive 아이브                             | I’ve Mine                                          | –                         |
| 22. Oktober 2023 – 28. Oktober 2023 1 Woche | 1                                      | Seventeen 세븐틴                       | Seventeenth Heaven – 11th Mini Album               | –                         |
| 29. Oktober 2023 – 4. November 2023 1 Woche | 1                                      | Jung Kook 정국                         | Golden                                             | –                         |
| 5. November 2023 – 11. November 2023 1 Woche | 1                                      | Stray Kids 스트레이 키즈               | Rock-Star 樂-Star                                  | –                         |
| 12. November 2023 – 18. November 2023 1 Woche | 1                                      | Enhypen                                | Orange Blood                                       | –                         |
| 19. November 2023 – 25. November 2023 1 Woche | 1                                      | The Boyz 더보이즈                      | Phantasy Pt. 2: Sixth Sense                        | –                         |
| 26. November 2023 – 2. Dezember 2023 1 Woche (insgesamt 2) | 2                                      | Ateez 에이티즈                         | The World EP.Fin: Will                             | –                         |
| 3. Dezember 2023 – 9. Dezember 2023 1 Woche | 1                                      | Jimin 지민                             | Face                                               | –                         |
| 10. Dezember 2023 – 16. Dezember 2023 1 Woche (insgesamt 2) | 2                                      | Ateez 에이티즈                         | The World EP.Fin: Will                             | –                         |
| 17. Dezember 2023 – 23. Dezember 2023 1 Woche | 1                                      | Red Velvet 레드벨벳                    | Chill Kill – The 3rd Album                         | –                         |
| 24. Dezember 2023 – 6. Januar 2024 2 Wochen | 2                                      | NCT 127                                | Be There for Me                                    | –                         |